# Giulia Mignemi
Giulia Mignemi (* 5. November 1999 in Catania) ist eine italienische Ruderin. Sie gewann im Leichtgewichts-Doppelvierer 2019 und 2022 die Goldmedaille bei den Ruder-Weltmeisterschaften.

## Karriere
Zum ersten Mal in ihrer Karriere nahm Giulia Mignemi 2016 an den Ruder-Juniorenweltmeisterschaften in Rotterdam teil und startete dort als Teil des Doppelvierers. Neben ihr gehörten zur Besatzung von diesem Boot Ottavia Ravoni, Alessandra Montesano und Elisa Mondelli. Das Quartett verpasste das A-Finale und konnte sich nur für das B-Finale qualifizieren. In diesen Final-Lauf belegten sie den zweiten Platz, so dass sie schlussendlich den achten Platz belegten. Ein Jahr später nahm sie zum zweiten und letzten Mal an den Junioren-Weltmeisterschaften im Rudern teil und startete in Trakai mit Silvia Crosio im Doppelzweier. Die beiden konnten sich für das A-Finale qualifizieren und verpassten dort mit dem vierten Platz knapp eine Medaille.
2018 nahm Giulia Mignemi zuerst an den U23-Ruder-Weltmeisterschaften 2018 in Posen teil und bildete dabei gemeinsam mit Paola Piazzolla, Allegra Francalacci und Arianna Noseda den Leichtgewichts-Doppelvierer. Die vier konnten sich direkt über den Vorlauf für das Finale qualifizieren und sicherten sich dort mit mehr als fünf Sekunden Vorsprung den U23-Weltmeistertitel vor dem niederländischen und dem französischen Boot. Als U23-Weltmeisterinnen gingen die vier gemeinsam in Plowdiw bei den Ruder-Weltmeisterschaften 2018 an den Start und konnten sich direkt über ihren Vorlauf für das A-Finale qualifizieren. Im A-Finale belegten sie den sechsten und damit letzten Platz.
In Luzern ging sie 2019 gemeinsam mit Valentina Rodini bei den Ruder-Europameisterschaften 2019 in Luzern an den Start und die beiden erreichten im Leichtgewichts-Doppelzweier das A-Finale. Dort belegten sie den sechsten und letzten Platz. Danach nahm Giulia Mignemi in der Nähe von Sarasota und Bradenton an den U23-Ruder-Weltmeisterschaften 2019 teil. Gemeinsam mit Greta Martinelli, Silvia Crosio und Arianna Noseda bildete sie den Leichtgewichts-Doppelvierer. Das Quartett konnte sich direkt über den Vorlauf für das A-Finale qualifizieren und sicherte sich dort mit fast sieben Sekunden Vorsprung vor den Booten aus Deutschland und den Vereinigten Staaten den U23-Weltmeistertitel.
Als U23-Weltmeisterinnen nahm das Quartett an den Ruder-Weltmeisterschaften 2019 in Linz teil und gingen dort im Leichtgewichts-Doppelvierer an den Start. Im Finale konnten sie sich mit mehr als zwei Sekunden Vorsprung vor den Booten aus China und Deutschland den Weltmeistertitel sichern. 2020 gewann sie den Titel bei den  U23-Europameisterschaften mit Silvia Crosio im Leichtgewichts-Doppelzweier. Bei den Europameisterschaften startete sie dann wieder im Leichtgewichts-Doppelvierer und gewann den Titel vor dem Boot aus Deutschland. 2022 bei den Europameisterschaften in München siegte der italienische Leichtgewichts-Doppelvierer mit Giulia Mignemi, Paola Piazzolla, Silvia Crosio und Arianna Noseda. Einen Monat später gewann das Boot bei den Weltmeisterschaften in Račice u Štětí mit Ilaria Corazza, Giulia Mignemi, Silvia Crosio und Arianna Noseda.